# Чоновицький Войтех
Чоновицький Войтех — ватажок козацтва кінця XVI століття. 
Був серед старшини козаків-реєстровців, у джерелах того часу називався польським князем та гетьманом. Рішенням польського сейму у 1590 році Чоновицький отримав королівську грамоту на володіння містечком Бориспіль та селом Іванівці. 
Учасник козацького повстання 1591—1593 років під проводом Криштофа Косинського.